# كلاوديو رانييري
كلاوديو رانييري (بالإيطالية: Claudio Ranieri؛ مواليد 20 أكتوبر 1951) هو لاعب كرة قدم إيطالي سابق ومدرب كرة قدم لنادي روما الإيطالي.
كان يجيد اللعب في مركز قلب الدفاع. بدأ مسيرته التدريبة في أواخر الثمانينات، ودرب أندية كثيرة في أكبر الدوريات مثل نادي نابولي و‌يوفنتوس و‌أتلتيكو مدريد ونادي الدرجة الأولى روما الإيطالي منذ 2009 إلى 20 فبرير 2011، وفي تاريخ 20 سبتمبر 2011 أعلـن نادي إنتر ميلان تعاقده مع رانييري. وفي 27 مارس 2012 تمت إقالته من تدريب النادي، ثم درب نادي موناكو من عام 2012 وحتى 2014، بعد ذلك قام بتدريب منتخب اليونان لكرة القدم في عام 2014. وفي 2015 بدأ تدريب نادي ليستر سيتي في الدوري الإنجليزي الممتاز. وأحرز في 2 مايو 2016 بطولة الدوري مع فريقه ليستر سيتي بعد تعادل فريقي توتنهام هوتسبير و‌تشيلسي 2–2.
في 23 فبراير 2017 تمت إقالته من تدربب ليستر في بسب سوء النتائج واحتلال الفريق مركز متأخر في ترتيب الدوري الإنجليزي والخسارة في دوري أبطال أوروبا 2016–17 أمام نادي اتلتيكو مدريد الإسباني.
في 24 نوفمبر 2018 أعلن نادي فولهام -الصاعد حديثًا للدوري الإنجليزي- عن تعيينه مديرًا فنيًا للفريق خلفًا سلافيسا يوكانوفيتش

## روابط خارجية
- كلاوديو رانييري على موقع IMDb (الإنجليزية)
- كلاوديو رانييري على موقع قاعدة بيانات كرة القدم.إي يو (الإنجليزية)
- كلاوديو رانييري على موقع بيانات كرة القدم. دي إي (الألمانية)
- كلاوديو رانييري على موقع Soccerbase.com (مدرب) (الإنجليزية)
- كلاوديو رانييري على موقع عالم كرة القدم.نت (الإنجليزية)
- كلاوديو رانييري على موقع كووورة